# 아이패드 미니 (5세대)
아이패드 미니(iPad mini)는 2019년 3월에 공개한 애플의 태블릿 컴퓨터이다.